# ノーホエア
『ノーホエア』(Nowhere)は、イギリスのロックバンド、ライドのデビューアルバム。1990年10月15日にクリエイションよりリリース。

## 評価
シューゲイザーの代表的なアルバムとして知られ、オールミュージックは本作をシューゲイザーで最も偉大なアルバムのうちの一つとコメントした。ピッチフォーク・メディアは1990年代のアルバムTop 100の74位に本作を選出、収録曲「ヴェイパー・トレイル」を'90年代のトラックTop 200の145位に選出。NMEは同曲を'90年代のベストトラックTop 100の81位に選出した。本作は死ぬ前に聴くべき1001枚のアルバムにも登録されている。

## リイシュー
2001年にはIgnition Recordsより、1991年リリースのEP『Today Forever』の4曲をボーナス・トラックとしてリイシューされた。2011年にはライノ・ハンドメイドより20周年アニヴァーサリー・エディションがリリースされ、ジャケット写真はレンチキュラー仕様となり、アルバムはリマスターされ、1991年4月のロサンゼルスのロキシー・シアターにて行われたライヴ音源がディスク2に収録された。

## 収録曲
特筆ない限り全曲アンディ・ベルの作詞作曲
1. シーガル "Seagull" - 6:09
2. カレイドスコープ "Kaleidoscope" - 3:01
3. イン・ア・ディファレント・プレイス "In a Different Place" - 5:29
4. ポーラー・ベアー "Polar Bear" - 4:45
5. ドリームズ・バーン・ダウン "Dreams Burn Down" - 6:04
6. ディケイ "Decay" （マーク・ガードナー） - 3:35
7. パラライズド "Paralysed" - 5:34
8. ヴェイパー・トレイル "Vapour Trail" - 4:18

### CD盤ボーナス・トラック
1. テイスト "Taste" （作詞：ガードナー 作曲：ライド） - 3:17
2. ヒア・アンド・ナウ "Here and Now" - 4:26
3. ノーホエア "Nowhere" （作詞：コルバート 作曲：ライド） - 5:23

### リイシュー盤ボーナス・トラック
1. "Unfamiliar" （作詞：ガードナー 作曲：ライド） - 5:03
2. "Sennen" （作曲：ライド）- 4:23
3. "Beneath" （作曲：ライド）- 4:06
4. "Today" （作曲：ライド）- 6:26

### 20周年盤ライヴ音源ボーナス・ディスク
Live at the Roxy, 10 April 1991
1. "Polar Bear" - 5:01
2. "Seagull" - 5:51
3. "Unfamiliar" - 4:42
4. "Dreams Burn Down" - 5:28
5. "Like a Daydream" - 2:46
6. "Vapour Trail" - 3:36
7. "In a Different Place" - 5:30
8. "Perfect Time" - 3:26
9. "Taste" - 3:27
10. "Nowhere" - 8:26
11. "Chelsea Girl" - 4:34
12. "Drive Blind" - 6:59

## 参加ミュージシャン
- マーク・ガードナー - ボーカル、ギター
- アンディ・ベル - ボーカル、ギター、ピアノ、ハーモニカ
- スティーヴ・ケラルト - ベースギター
- ローレンス・コルバート - ドラムス